# Pyrinia optivata
Pyrinia optivata är en fjärilsart som beskrevs av Achille Guenée 1858. Pyrinia optivata ingår i släktet Pyrinia och familjen mätare. Inga underarter finns listade.